# Corea del Sur en los Juegos Olímpicos de Vancouver 2010
Corea del Sur estuvo representada en los Juegos Olímpicos de Vancouver 2010 por un total de 45 deportistas, 27 hombres y 18 mujeres, que compitieron en 12 deportes.
El portador de la bandera en la ceremonia de apertura fue el piloto de bobsleigh Gang Gwang-Bae.

## Medallistas
El equipo olímpico surcoreano obtuvo las siguientes medallas:
| Nombre                                                        | Deporte                              | Competición      |
| ------------------------------------------------------------- | ------------------------------------ | ---------------- |
| Oro                                                           |                                      |                  |
| Kim Yu-Na                                                     | Patinaje artístico                   | Individual F     |
| Lee Sang-Hwa                                                  | Patinaje de velocidad                | 500 m F          |
| Mo Tae-Bum                                                    | Patinaje de velocidad                | 500 m M          |
| Lee Seung-Hoon                                                | Patinaje de velocidad                | 10000 m M        |
| Lee Jung-Su                                                   | Patinaje de velocidad en pista corta | 1000 m M         |
| Lee Jung-Su                                                   | Patinaje de velocidad en pista corta | 1500 m M         |
| Plata                                                         |                                      |                  |
| Mo Tae-Bum                                                    | Patinaje de velocidad                | 1000 m M         |
| Lee Seung-Hoon                                                | Patinaje de velocidad                | 5000 m M         |
| Lee Eun-Byul                                                  | Patinaje de velocidad en pista corta | 1500 m F         |
| Sung Si-Bak                                                   | Patinaje de velocidad en pista corta | 500 m M          |
| Lee Ho-Suk                                                    | Patinaje de velocidad en pista corta | 1000 m M         |
| Kwak Yoon-Gy Lee Ho-Suk Lee Jung-Su Sung Si-Bak Kim Seoung-Il | Patinaje de velocidad en pista corta | Relevos 5000 m M |
| Bronce                                                        |                                      |                  |
| Park Seung-Hi                                                 | Patinaje de velocidad en pista corta | 1000 m F         |
| Park Seung-Hi                                                 | Patinaje de velocidad en pista corta | 1500 m F         |